# انتشارات دانشگاه پرینستون
انتشاراتِ دانشگاهِ پرینستن (انگلیسی: Princeton University Press) ناشری مستقل با ارتباطات نزدیک با دانشگاه پرینستون است. این انتشارات در سال ۱۹۰۵ با کمک چاپ فشاری برای ارائه خدمات به دانشجویان و استادان دانشگاه پرینستون راه‌اندازی شد.